# 山口光広
山口 光広（やまぐち みつひろ）は、安土桃山時代から江戸時代初期の武将。

## 生涯
当初、園城寺勧学院で学問に励んでいたが、織田信長が訪問した際に宇治田原の城主山口長政の婿養子となることを命じられ、信長に仕えるようになる。天正10年（1582年）徳川家康が本能寺の変に遭難した際、家康と同行していた長谷川秀一の仲介によって家康に協力し、養父長政や実父多羅尾光俊に要請して宇治田原・信楽を無事に通過させ、また伊賀越えに際しても実兄光雅とともに甲賀衆を率いて警固し、伊勢白子まで同道した。徳川家に通じていることを羽柴秀吉に嫌われて養父の遺領を没収されたが、家康からは信楽に600石の朱印状を与えられた。小牧・長久手の戦いでは光雅らとともに徳川軍に加わった。後年、大坂の陣では永井直勝の与力として従軍した。晩年は病を得て信楽に隠退した。